# Schütze
Schütze na njemačkom znači "pucač" ili "strijelac". Ponekada se javlja i kao prezime Schütz, kao u operi Der Freischütz. Sama riječ je izvedena iz njemačkoga schützen, što znači braniti, čuvati. U povijesti je označavala strijelce.
Kao čin u Njemačkim oružanim snagama postojao je u Prvome svjetskom ratu. Schütze je označavao najniži vojnički čin strojničara ili pripadnika elitne Saksonske Schützen-Regiment 108. Obično se prevodi kao "Pvojnik". Od 1920. bio je najniži vojnički čin i u njemačkom Reichswehrskom pješaštvu. Čin Schütze bio je jednak činovima Jäger, Kanonier, Pionier, Kraftfahrer itd. u ostalim granama njemačke vojske. Od 1935. u zrakoplovnim snagama, Luftwaffeu to je bio Flieger; u mornarici, Kriegsmarineu ovaj čin bio je izjednačen s činovima Matrose i Heizer (od 1938.).
Tijekom Drugoga svjetskog rata, SS-Schütze postao je i činom Waffen SS-a. Ovaj čin je odgovarao kao Mann u ostalim granama SS-a.
Današnja njemačka vojska također rjeđe rabi čin Schütze i isto tako označava najniži vojnički čin, a prema NATO-vom sustavu činova, to je čin OR-1. Schütze je ispod čina Gefreitera, što je OR-2.
Tijekom raznih povijesnih razdoblja njemačke vojske, Oberschütze je označavao drugi najniži vojnički čin, a bio je viši od Schützea i niži od čina Gefreiter.
Kako je već rečeno, u modernoj njemačkoj vojsci, čin Schützea ne rabi se često. Svaka grana Bundeswehra hima različit naziv za ovaj čin. Naprimjer, Panzergrenadiertruppe (mehanizirano pješaštvo) za ovaj čin ima naziv Panzergrenadier, a u komunikacijskim trupama (Fernmelder), ovaj čin je poznat kao Funker.